# Fama Diagne Sène
Pour les articles homonymes, voir Diagne et Sène.
Fama Diagne Sène née en 1969 à Thiès au Sénégal est une romancière, nouvelliste et poète sénégalaise.

## Biographie
Elle effectue sa scolarité  à Thiès. Elle vient ensuite faire ses études en France à l'Institut universitaire de formation des maîtres (IUFM) de Bonneuil.
Institutrice, elle enseigne ensuite l'histoire, la géographie et le français à Thiès, au lycée M'Bour.
Elle se passionne pour la littérature. En 1997, elle gagne le Grand Prix de la Présidence[Quoi ?]. S'intéressant particulièrement à la lecture scolaire, elle obtient une bourse pour aller compléter sa formation en information documentaire à la Haute École de gestion de Genève.
Après avoir œuvré dans une association de coopération et créé une coentreprise avec la Haute École de gestion de Genève, elle repart au Sénégal en 2005 pour y former de nouveaux bibliothécaires scolaires. 
En 2007, elle est nommée directrice de la Bibliothèque centrale de l'Université de Bambey.
Fama Diagne Sene est également écrivain. Elle a publié plusieurs ouvrages, édités au Sénégal, et est membre de l'Association des écrivains sénégalais.

## Œuvres
- Le chant des ténèbres : roman, Nouvelles éditions africaines du Sénégal, 1997 (ISBN 2-7236-1109-4 et 978-2-7236-1109-1, OCLC 38253580, lire en ligne).
- Humanité: recueil de poèmes, Editions Maguilen : Editions Damel, 2003 (OCLC 607419231, lire en ligne), p. 30.
- Les deux amies de Lamtoro, Falia Editions Enfance, 2003 (ISBN 2-84129-938-4, 978-2-84129-938-6 et 2-7501-0004-6, OCLC 893724649)
- La momie d'Almamya : roman, Dakar, Nouvelles éditions africaines du Sénégal, 2003 (ISBN 2-7236-1489-1 et 978-2-7236-1489-4, OCLC 56319758)
- Barça ou Barsakh : les coulisses de la misère, Éditions Damelles du Sénégal, 2009, 61 p.  (ISBN 9782918662006)
- MBilène ou le Baobab du lion, théâtre, NEAS, 2010

## Nouvelles
- Trois hivers à Genève  in Le camp des innocents : prix littéraire Williams Sassine : 15 nouvelles africaines, Lansman, 2006, 223 p. (ISBN 2-87282-517-7 et 978-2-87282-517-2, OCLC 717087967, lire en ligne).
- L'heure des adieux in L'Europe, vues d'Afrique : nouvelles, Cavalier bleu, 2004 (ISBN 2-84670-081-8 et 978-2-84670-081-8, OCLC 55509552, lire en ligne).

## Distinctions
- Grand Prix du Sénégal pour les Lettres, 1997, Sénégal[2]
- Prix de la Poésie de Genève, 2003, Suisse[2]
- Prix poésie Éditions Maguilen, 2009, Sénégal
- Prix Tchicaya U Tam'si pour la poésie africaine, 2011[3]
- Chevalier de l'Ordre national du lion, Sénégal, 2019.